# L'enterrament de Sant Llorenç
L'enterrament de Sant Llorenç, també anomenat Enterrament de Sant Llorenç a les catacumbes de Roma, és una pintura a l'oli sobre llenç obra d'Alejo Vera y Estaca, realitzada a Roma el 1862. Recrea una escena religiosa, l'enterrament de Sant Llorenç a les catacumbes de Roma. Considerada una de les obres cabdals de Vera, l'obra va ser presentada a l'Exposició Nacional de Belles Arts el mateix any i va obtenir una medalla de primera classe i va ser comprada per l'estat. Actualment forma part de la col·lecció del Museu del Prado i està en dipòsit a l'Ajuntament d'Osca.

## Descripció
La composició consta de sis figures compreses en un fons monumental. El cos de sant Llorenç està estès a terra, al centre del quadre, vestit amb una túnica blanca de màrtir i envoltat d'una mortalla. A la capçalera hi ha Hipòlit que el contempla aixecant part del sudari deixant al descobert el cap i les mans del sant. Dues dones, la vídua Ciríaca i Flàvia, estan a banda i banda del cadàver, una agenollada, i l'altra amb una llàntia a la mà. Completa l'obra un sacerdot amb actitud de benedicció, acompanyat d'un nen que li presente un llibre.

## Història
L'obra va ser pintada a Roma el 1862, on Vera va passar una temporada formant-se. Va presentar-la a l'Exposició Nacional de Belles Arts d'aquell any i va obtenir una medalla de primera classe en la secció de temàtica històrica. És considerada una de les millors obres de Vera, i de fet la crítica del moment va elogiar-la tant per l'estètica, l'execució material i la inspiració de l'artista.
L'obra va destacar tant que va comprar-la l'estat, i va passar pel Museu de la Trinidad (1862-1872), el Museu del Prado (1872-1896), el Museu d'Art Modern (1896-1971), per tornar a ingressar a les col·leccions del Prado, si bé actualment l'obra es troba en dipòsit a l'Ajuntament d'Osca.
Ha format part de dues exposicions. El 1988 de Exposiciones Nacionales del Siglo XIX. Premios de Pintura (1856-1900) i el 2012-213 de Historias Sagradas. Pinturas religiosas de artistas españoles en Roma (1852-1864), ambdues a Madrid. Per a la darrera exposició, l'obra va ser restaurada minuciosament.

## Estil
Hom la considera una obra d'inspiració pompeiana. Segons el crític Javier Ramírez, el quadre estava vinculat a l'escola religiosa realista, en un moment en què aquest moviment estava influenciant diversos artistes, més que no pas al neocatolicisme purista d'Overbeck. Per a Pi i Margall, l'obra es trobava en transició entre el realisme i l'idealisme.
Destaca el tractament espiritual de la llum. Aquesta obra, com altres, satisfeien les expectatives d'erudició en termes de veracitat històrica acadèmica i alhora transmetien emoció religiosa, clau en la mentalitat dels anys centrals del segle xix.